# Trương Ái Bình

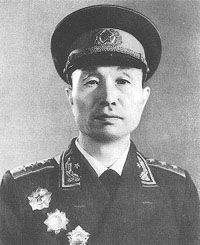
Chân dung của Trương Ái Bình

Trương Ái Bình (tiếng Trung: 张爱萍; bính âm: Chang Ai-p'ing; 9 tháng 1 năm 1910 tại Đạt Xuyên, Tứ Xuyên – 5 tháng 7 năm 2003 tại Bắc Kinh) là một nhà lãnh đạo quân sự Cộng hòa Nhân dân Trung Hoa.

## Tiểu sử
Trương Ái Bình gia nhập Đảng Cộng sản Trung Quốc năm 1928 sau khi tham gia vào một cuộc nổi dậy nông thôn do cộng sản lãnh đạo.
Ông tham gia chiến dịch Vạn lý Trường chinh và làm chỉ huy Hồng quân Trung Quốc, chiến đấu chống lại lực lượng Quốc dân Đảng của Tưởng Giới Thạch, sau đó là quân đội Hoàng gia Nhật trong Chiến tranh Trung-Nhật lần thứ hai.
Trong Chiến tranh thế giới thứ hai, ông đã chỉ huy một nhóm du kích gửi cho các phi hành đoàn Hoa Kỳ bị rơi xuống Trung Quốc sau cuộc tấn công ném bom vào Tokyo khoảng tháng 4 năm 1942 dưới sự chỉ đạo của Trung tá Jimmy Doolittle.
Sau năm 1949, Trương là một lãnh đạo quan trọng góp phần xây dựng và phát triển quân đội Trung Quốc. Ông chỉ huy lực lượng hải quân của Quân Giải phóng Nhân dân Trung Quốc và là một chỉ huy quân đội trong Chiến tranh Triều Tiên. Ông được thăng quân hàm Thượng tướng năm 1955.
Dưới thời Cách mạng Văn hóa, Trương Ái Bình bị cáo buộc là phạm tội phản cách mạng và bị loại ra khỏi tất cả các vị trí trong Đảng và Nhà nước, khi đó nhiều cựu chiến binh Cộng sản bị tấn công bởi Hồng vệ binh do Mao Trạch Đông đứng đầu, và một trong hai chân của ông đã bị đánh đập dưới sự sai khiến của Mao.
Ông xuất hiện trở lại chính trường vào năm 1973 và sau đó đã trở thành Bộ trưởng Bộ Quốc phòng Trung Quốc từ năm 1982 đến năm 1988.
Ông cũng từng giữ các chức vụ Phó Thủ tướng và chủ trì một Ủy ban quan trọng nhằm hiện đại hóa PLA.
Trong cuộc biểu tình ở Quảng trường Thiên An Môn năm 1989, Trương Ái Bình đã đồng ký một lá thư phản đối việc thi hành thiết quân luật đối với sinh viên biểu tình của quân đội tại Bắc Kinh. Trong đó có đoạn viết:
Do những tình huống cấp bách, chúng tôi những cựu binh, xin gửi yêu cầu sau: Vì Quân đội nhân dân là của nhân dân, không được chống lại người dân, bớt giết nhân dân, không được phép bắn vào người dân và gây ra đổ máu; để ngăn chặn tình hình leo thang, quân đội không được vào Thành phố.— Trương Ái Bình, Tiêu Khắc, Dương Đắc Chí, Tống Thế Luân, Diệp Phi, Trần Tái Đạo, Lý Tụ Khuê, Ngày 21 tháng 5 năm 1989, kính gửi bức thư đến Quân ủy Trung ương và Trụ sở Bộ Tư lệnh Thiết quân luật Thủ đô

## Câu nói nổi tiếng
| “ | Điều duy nhất Cách mạng Văn hóa (đã thành công) cho tôi là một cây gậy. | ” |